# 49th Street
49th Street – stacja metra nowojorskiego, na linii N, Q i R. Znajduje się w dzielnicy Manhattan, w Nowym Jorku i zlokalizowana jest pomiędzy stacjami 57th Street – Seventh Avenue i Times Square – 42nd Street. Została otwarta 10 lipca 1919.